# Nous étions des chansons
Pour plus de détails, voir Fiche technique et Distribution.
Nous étions des chansons est une comédie romantique espagnole réalisée par Juana Macías (es) d'après un scénario de Laura Sarmiento, sortie en septembre 2021. 
Le scénario est inspiré du roman Fuimos canciones d'Elísabet Benavent, publié en 2018.

## Synopsis
Après une rupture difficile, Maca tente de se réinventer pour reprendre sa vie en main. Assistante d'une célèbre influenceuse, elle est compétente et ambitieuse, mais peine à s'imposer.
Un soir, son chemin croise de nouveau celui de Leo, l'homme qui lui a brisé le cœur …

## Fiche technique
- Titre : Nous étions des chansons
- Titre original : Fuimos canciones
- Réalisation : Juana Macías (es)
- Scénario : Laura Sarmiento Pallarés d'après le roman d'Elísabet Benavent
- Photographie : Pau Castejón
- Montage :
- Production : Antonio Asensio
- Société de production : Zeta Ficción
- Pays :  Espagne
- Genre : Comédie dramatique, comédie romantique et film musical
- Durée : 110 minutes
- Dates de sortie : 
  - Netflix : 29 septembre 2021

## Distribution
- María Valverde (VF : Marie Facundo) : Macarena « Maca »
- Álex González (VF : Eilias Changuel) : Leo
- Elisabet Casanovas (VF : Marie Tirmont) : Jimena « Jime »
- Susana Abaitua (VF : elle-même) : Adriana « Adri »
- Eva Ugarte (es) (VF : Emmanuelle Rivière) : Raquel
- Miri Pérez-Cabrero (es) (VF : Flora Kaprielian) : Pipa
- Roger Berruezo (es) : Julián
- Ignacio Montes (es) (VF : Julien Allouf) : Samuel
- Artur Busquets (VF : Christophe Lemoine) : Jorge
- Claudia Galán : Julia
- Carlo Costanzia : Coque
- Miguel Herrera : Luigi